# Lista över Grenadas premiärministrar
Detta är en lista över Grenadas premiärministrar och chief ministers

## Grenadas chief ministers (1954-1967)
- Eric Gairy (1954-1956, 1958-1960)
- Herbert A. Blaize (1960-1961)
- George E. D. Clyne (1961)
- Eric Gairy (1961-1962)
- Herbert A. Blaize (1962-1967)

## Grenadas premiärministrar (1967-1983)
- Eric Gairy (1967-1979)
- Maurice Bishop (1979-1983)

## Chef för revolutionära militärrådet (1983)
- General Hudson Austin (19 oktober - 25 oktober 1983)

## Grenadas premiärministrar (1983-idag)
- Nicholas Brathwaite (1983-1984), 1:a perioden (Provisorisk)
- Herbert A. Blaize (1984-1989)
- Ben Jones (1989-1990)
- Nicholas Brathwaite (1990-1995), 2:a perioden
- George Brizan (1995)
- Keith Mitchell (1995-2008)
- Tillman Thomas (2008-2013)
- Keith Mitchell (2013–2022)
- Dickon Mitchell (2022-)